# Witbrauwlangoer
De witbrauwlangoer (Trachypithecus laotum)  is een zoogdier uit de familie van de apen van de Oude Wereld (Cercopithecidae). De wetenschappelijke naam van de soort werd voor het eerst geldig gepubliceerd door Thomas in 1911.

## Voorkomen
De soort komt voor in Centraal-Laos.

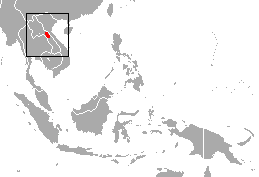
Verspreidingsgebied van de witbrauwlangoer